# Берёзкин, Сергей Дмитриевич
Сергей Дмитриевич Берёзкин (23 сентября 1923, Городище (Рузский район, бывший Никольский сельский округ), Рузский район — 6 февраля 1988, Москва) — старшина Рабоче-крестьянской Красной Армии, участник Великой Отечественной войны, Герой Советского Союза (1945).

## Биография
Сергей Берёзкин родился 23 сентября 1923 года в деревне Городище Рузского района Московской области в крестьянской семье. Получил неполное среднее образование, работал в Истринском районе на торфобрикетном заводе разнорабочим. В марте 1942 года был призван на службу в Рабоче-крестьянскую Красную Армию, после чего был направлен на фронт. В 1943 году вступил в ВКП(б). К июлю 1944 года старший сержант Сергей Берёзкин командовал орудием 242-го отдельного истребительно-противотанкового дивизиона 371-й стрелковой дивизии 5-й армии 3-го Белорусского фронта. Отличился во время форсирования Немана.
18 июля 1944 года в ходе отражения немецкой контратаки на плацдарме на западном берегу реки Неман к юго-востоку от города Каунас Берёзкин подбил головной танк наступающих подразделений, а затем поджёг ещё один танк и два бронетранспортёра. Когда противник подошёл к позиции орудия Берёзкина на 50 метров и пропустил вперёд штурмовое орудие, выстрелом в упор он поджёг его и забросал гранатами немецкую пехоту. Эти действия способствовали успешному отражения контратаки.
Указом Президиума Верховного Совета СССР от 24 марта 1945 года старший сержант Сергей Берёзкин был удостоен высокого звания Героя Советского Союза с вручением ордена Ленина и медали «Золотая Звезда».
После окончания войны в звании старшины был демобилизован. Жил в Москве, окончил институт, работал инженером на производственном объединении «Красный Октябрь». Умер 6 февраля 1988 года, похоронен на Митинском кладбище.

## Награды
Был также награждён орденами Отечественной войны 1-й и 2-й степеней, орденом Красной Звезды, а также рядом медалей.